# Cetema neglectum
Cetema neglectum är en tvåvingeart som beskrevs av Tonnoir 1921. Cetema neglectum ingår i släktet Cetema och familjen fritflugor. Arten är reproducerande i Sverige. Inga underarter finns listade i Catalogue of Life.